# Jagnjetina i ovčetina
Jagnjetina, i ovčetina, generalno ovčje meso, meso je domaćih ovaca, Ovis aries. Ovca u prvoj godini je jagnje, a njeno meso je jagnjetina. Ovca u drugoj godini i njeno meso su dvogodac (engl. hogget). Starije ovčje meso je ovčetina. Generalno, nazivi „dvogodac“ i „ovčje meso“ nisu u široj upotrebi izvan Novog Zelanda i Australije, već samo u industriji.
U južnoazijskoj i karipskoj kuhinji, engleski naziv mutton često označava kozje meso.
Janjetina je najskuplja od tri tipa ovčije mesa, i poslednjih decenija ovčije meso se sve više prodaje na malo kao „jagnjetina“, ponekad izvan gore navedenih razlika. Ovčetinu jačeg ukusa sada je teško naći u mnogim oblastima, uprkos naporima Renesansne kampanje ovčetine u Velikoj Britaniji. U Australiji se izraz prvoklasna jagnjetina često koristi za označavanje jagnjetine uzgajane radi mesa. Ostali jezici, na primer francuski, španski, italijanski i arapski, prave slične ili čak detaljnije razlike među ovčijim mesima po starosti, a ponekad i prema polu i ishrani, mada ti jezici ne koriste uvek različite reči da bi se odnosile na životinju i njeno meso - na primer, lechazo na španskom jeziku odnosi se na meso jagnjadi hranjene mlekom (neodbijene).

## Klasifikacija i nomenklatura

### Zemlje Komonvelta
- Jagnjetina - mlada ovca mlađa od 12 meseci koja nema trajne zube sekutiće zube. (Od 1. jula 2019. australijska definicija je „ovca koja je: (a) mlađa od 12 meseci; ili (b) nema istrošenih trajnih zuba sekutića.“[9] Novozelandska definicija takođe dozvoljava „0 sekutića u habanju“.)
- Dvogodac - Termin za ovce bilo kog pola koje imaju najviše dva stalna sekutića u habanju,[10] ili njihovo meso. Iako je ovaj termin još uvek uobičajen u poljoprivredi, retko se sreće u široj javnosti ili kao maloprodajni termin za meso. Većina „jagnjetine“ koja se prodaje u Velikoj Britaniji je „dvogodac“ za farmere u Australiji ili na Novom Zelandu.
- Ovčetina - meso ženke (ovce) ili kastriranog mužjaka (ovna) koji imaju više od dva stalna sekutića u habanju.

### Sjedinjene Države
Početkom 1900-ih ovčetina se široko konzumirala u Sjedinjenim Državama, ali je potrošnja ovčetine opala od Drugog svetskog rata. Prema podacima iz 2010. godine, većina ovčjeg mesa u Sjedinjenim Državama potiče od životinja starih između 12 i 14 meseci, i naziva se „jagnjetina“; termin „dvogodac“ se ne koristi. Savezni zakoni i propisi koji se bave obeležavanjem hrane u Sjedinjenim Državama dozvoljavaju da se svi ovčji proizvodi prodaju na tržištu kao „jagnjetina“. USDA ocene jagnjetine samo su delimično funkcija starosti. Životinje do 20 meseci starosti mogu da zadovolje kvalitet „USDA prajm“ razreda u zavisnosti od drugih faktora, dok jagnje „USDA izbor“ može biti bilo kojeg starosnog doba. USDA definiše „prolećno jagnje“ kao ono zaklano između marta i oktobra.

### Druge definicije
- Jagnjetina hranjena mlekom - meso neodbijenog jagnjeta, obično starog 4–6 nedelja i teško 5,5–8 kg; ovo je gotovo nedostupno u zemljama kao što su Sjedinjene Države i Velika Britanija. Ukus i tekstura jagnjetine hranjene mlekom kada se peče na roštilju (poput sitnih jagnjećih kotleta poznatih pod nazivom čuletilas u Španiji) ili pečenih (lečazo asado ili kordero lečal asado), uglavnom se smatra finijim od ukusa starije jagnjetine i postiže veće cene.[17] Područja na severu Španije gde se to može naći uključuju Asturiju, Kantabriju, Kastilju i Leon i La Rioju. Jagnjad hranjena mlekom posebno se cene za Uskrs u Grčkoj, kada se peku na ražnju.
- Mlada jagnjetina - jagnje hranjeno mlekom staro između šest i osam nedelja
- Prolećna jagnjetina - jagnje hranjeno mlekom, obično staro tri do pet meseci, rođeno krajem zime ili rano proleće i prodato obično pre 1. jula (na severnoj hemisferi).
- Sisajuća jagnjad - termin koji se koristi u Australiji[18] - uključuje mladu jagnjad hranjenu mlekom, kao i nešto stariju jagnjad do oko sedam meseci starosti koja takođe još uvek zavise od mleka majki. Trupovi ove jagnjadi obično teže između 14 i 30 kg. Starija odbijena jagnjad koja još nisu sazrela da postanu ovčetina poznata su kao jagnjad stare sezone.
- Jednogodišnja jagnjetina - mlada ovca stara između 12 i 24 meseca, što je još jedan izraz za dvogoca.
- Slanogrmna ovčetina - izraz koji se u Australiji koristi za meso zrelih merinosa kojima je dozvoljeno da pasu na lobodnim biljkama
- Slanomočvarna jagnjetina (poznata i kao „jagnjetina iz slane močvare“ ili pod njenim francuskim imenom, agneau de pré-salé) meso je ovaca koje pasu na slanoj močvari u priobalnim estuarima, a koje se osekama operu i podržavaju niz trava otpornih na so i začinsko bilje, kao što su samfir, trava sparta, kiseljak i morska lavanda. U zavisnosti od toga gde se nalazi slana močvara, priroda biljaka može se suptilno razlikovati. Jagnjetina od slanih močvara dugo je bila cenjena u Francuskoj, a popularnost joj raste u Velikoj Britaniji. Mesta na kojima se jagnjetina iz slane močvare uzgaja u Velikoj Britaniji uključuju Harleč i poluostrvo Gover u Velsu, Somersetske nizije, zaliv Morkam i Solvaj Firt.[19]
- Slanotrava jagnjetina - vrsta jagnjetine koja je ekskluzivna za ostrvo Flinders (Tasmanija). Pašnjaci na ostrvu imaju relativno visok sadržaj soli, što dovodi do ukusa i teksture slične jagnjetini morske močvare.[20]

## Podaci o proizvodnji i potrošnji

### Konzumacija ovčijeg mesa
Prema OECD-FAO-ovoj Poljoprivrednoj perspektivi za 2016. godinu, najveći potrošači ovčjeg mesa u 2015. godini bili su: Zemlje EU nisu pojedinačno razvrstane na ovoj listi. Među zemljama EU, Grčka je lider po potrošnji po glavi stanovnika od 12,3 kg, dok je godišnja potrošnja jagnjetine po glavi stanovnika u Velikoj Britaniji 4,7 kg. Izvan OECD-a, najveći potrošač po glavi stanovnika je Mongolija, sa 45,1 kg.
1. Sudan – 10,5 kg (23 lb) po stanovniku
2. Kazahstan – 8,1 kg (18 lb)
3. Australija – 7,4 kg (16 lb)
4. Alžir – 7,1 kg (16 lb)
5. Urugvaj – 5,7 kg (13 lb)
6. Saudijska Arabija – 5,5 kg (12 lb)
7. Novi Zeland – 4,4 kg (9,7 lb)
8. Turska – 4,1 kg (9,0 lb)
9. Iran – 3,2 kg (7,1 lb)
10. Južna Afrika – 3,1 kg (6,8 lb)

### Produkcija ovčijeg mesa
Donja tabela daje uzorak zemalja proizvođača, mada mnogi drugi značajni proizvođači u opsegu 50-120 KT nisu dati.
|                        | 2008  | 2009  | 2010  | 2011  | 2012  |
| ---------------------- | ----- | ----- | ----- | ----- | ----- |
| Svet                   | 8.415 | 8.354 | 8.229 | 8.348 | 8.470 |
| Alžir                  | 179   | 197   | 205   | 253   | 261   |
| Australija             | 660   | 635   | 556   | 513   | 556   |
| Brazil                 | 79    | 80    | 82    | 84    | 85    |
| Kina                   | 1978  | 2044  | 2070  | 2050  | 2080  |
| Francuska              | 130   | 126   | 119   | 115   | 114   |
| Nemačka                | 38    | 38    | 38    | 39    | 36    |
| Grčka                  | 91    | 90    | 90    | 90    | 90    |
| Indija                 | 275   | 286   | 289   | 293   | 296   |
| Indonezija             | 113   | 128   | 113   | 113   | 113   |
| Iran                   | 170   | 114   | 90    | 104   | 126   |
| Kazahstan              | 110   | 116   | 123   | 128   | 128   |
| Novi Zeland            | 598   | 478   | 471   | 465   | 448   |
| Nigerija               | 145   | 149   | 171   | 172   | 174   |
| Rusija                 | 156   | 164   | 167   | 171   | 173   |
| Turska                 | 278   | 262   | 240   | 253   | 272   |
| Turkmenistan           | 124   | 128   | 130   | 130   | 133   |
| Ujedinjeno Kraljevstvo | 326   | 307   | 277   | 289   | 275   |
| Sjedinjene Države      | 81    | 80    | 76    | 69    | 72    |

Izvor: Helgi biblioteka, Svetska Banka, FAOSTAT

## Galerija
- Lečazo asado Lečazo asado (pečena jagnjetina) tipično je jelo provincije Valadolid i drugih kastiljskih provincija u Španiji.
- Čuletilas jagnjetinina hranjena mlekom u Asturiji.
- Butovi mladog jagnjeta.
- Ovčiji rogan džoš iz Indije.
- Jagnjeći čuanr (ujgurski grilovani jagnjeći ćevapi).
- Jagnjeći butovi kuvani na otvorenoj vatri u Aroabu, Namibiji.
- Jagnjeće pečenje u Srbiji.

## Literatura
- K.F. Warner, "Boning Lamb Cuts", Leaflet 74, U.S. Department of Agriculture, Bureau of Animal Industry, June 1931. full text
- Bob Kennard, "Much ado about mutton". Ludlow: Merlin Unwin, 2014
- Owen, Sri (1999). Indonesian Regional Food and Cookery By Sri Owen. Frances Lincoln. ISBN 9780711212732. Приступљено 2010-07-07.
- Fearnley-Whittingstall, Hugh. "„What Is Mutton – Understanding the History”. Архивирано 23 јул 2017 на сајту ." Mutton Renaissance.
- „Owensboro Kentucky Mutton Barbecue”. The Spruce.
- „Lebanese Recipes, Lamb Tongue Salad, oregano, pepper, salt ginger”. discoverlebanon.com.</ref>

## Spoljašnje veze
- „Roast lamb rules as Australia's national dish”. 2. 2. 2010. Архивирано из оригинала 31. 10. 2014. г. Приступљено 22. 11. 2020.
- „Is the UK unusually fond of lamb and potatoes?”. BBC News. 2. 9. 2014. Приступљено 20. 3. 2015.
- Susilowati Primo (25. 10. 2016). „Lamb curry (gulai kambing)”. Food.
- „Much Ado About Mutton”. www.merlinunwin.co.uk. Архивирано из оригинала 04. 08. 2020. г. Приступљено 22. 11. 2020.